# Gonolobus gonoloboides
Gonolobus gonoloboides är en oleanderväxtart som först beskrevs av Jesse More Greenman, och fick sitt nu gällande namn av R. E. Woodson. Gonolobus gonoloboides ingår i släktet Gonolobus och familjen oleanderväxter. Inga underarter finns listade i Catalogue of Life.